# Campo Grande (Rio Grande do Norte)
Campo Grande é um município brasileiro do estado do Rio Grande do Norte.

## História
Os primeiros habitantes da Serra Cepilhada foram os índios Pêgas, pertencentes a nação dos tapuias.
A área onde se localiza o município, começou a ser colonizada nas primeiras décadas do século XVIII, com a construção da Fazenda Campo Grande por volta de 1720, pelo Capitão-mor Manoel Ignácio D'Oliveira Gondim, também chamado de Capitão Gondim.
A região passou a se chamar Campo Grande, devido as extensas campinas situadas à margem esquerda do rio Upanema, campinas essas bastantes propícias a atividade agro-pastoril.
Nos idos de 1761, o sargento-mor João do Vale Bezerra adquiriu, em hasta pública, as terras da serra Cepilhada, pertencentes anteriormente ao português Gondim, surgindo então a povoação de Campo Grande e a história de uma serra que com o passar do tempo passou a ser chamada de Serra de João do Vale.
Foram construídas casas para a família e descendentes de João do Vale, edificada uma capela em homenagem a Nossa Senhora de Santana. A data para a edificação da capela de Sant'Ana, marco importante para o surgimento da vila diverge em virtude da isuficiência de documentos históricos, o certo é que a doação do terreno para a construção da mesma ocorreu no ano de 1756 e a primeira missa foi celebrada em agosto de 1766.
Em 4 de setembro de 1858, a Lei nº 114 criou o município com a denominação de Campo Grande. Interesses políticos, entretanto, fizeram com que essa Lei fosse derrogada em 1868, passando Campo Grande a simples posição de distrito do recém-criado município de Caraúbas. A Lei nº 613, de 30 de março de 1870, restaurou o município com a denominação, de Triunfo. Em 28 de agosto de 1903, a lei estadual nº 192, de autoria do deputado Luís Pereira Tito Jácome, mudou o nome do município para Augusto Severo, em homenagem ao inventor do dirigível Pax, Augusto Severo de Albuquerque Maranhão, falecido no ano anterior.
No dia 6 de dezembro de 1991, através da Lei nº 155, o município de Augusto Severo voltou ao seu antigo nome Campo Grande. Por não ser uma lei válida, a  aprovação do nome só foi homologada com lei estadual de 2018 e plebiscito de 2019.

## Geografia
Campo Grande é o décimo maior município do Rio Grande do Norte em território, com extensão territorial de 896,954 km², correspondendo a 1,6985% da superfície estadual. Distante 270 km da capital do estado, Natal, limita-se com Upanema a norte; 
Janduís e Belém do Brejo do Cruz, este na Paraíba, a sul; Paraú, Triunfo Potiguar e Jucurutu a leste e, a oeste, Caraúbas, Messias Targino e novamente Janduís. Desde 2017, quando os municípios foram agrupados em regiões geográficas, Campo Grande está inserido nas regiões imediata e intermediária de Mossoró, sendo que até então, quando vigoravam as mesorregiões e microrregiões, fazia parte da microrregião do Médio Oeste, que por sua vez estava incluída na mesorregião do Oeste Potiguar.
O relevo de Campo Grande varia entre suave e ondulado e está inserido, em sua maioria, na Depressão Sertaneja, que compreende uma série de terrenos de transição entre a Chapada do Apodi e o Planalto da Borborema, no qual está incluído o ponto mais alto do município, a Serra João do Vale, com altitude máxima de 739 metros, existindo ainda as serras Cabeço do Araré, das Carnaúbas, das Pinturas, do Passarinho, do Vital, dos Cajueiros e Pintada. A geologia local está na área de abrangência do embasamento cristalino, compreendendo rochas metamórficas dos grupos Caicó e Seridó, datadas do período Pré-Cambriano, entre um bilhão e 2,5 bilhões de anos atrás.
Predomina o solo bruno não cálcico vértico, fértil e bem drenado, porém pedregoso e pouco profundo, ocorrendo também áreas de latossolo, planossolo, solo litólico e o podzólico vermelho-amarelo equivalente eutrófico. Este último, tal como o bruno não cálcico, constitui o luvissolo na nova classificação brasileira de solos e o solo litólico é chamado de neossolo, enquanto os demais permaneceram com a nomenclatura original. Por serem pouco desenvolvidos, a vegetação que as recobre é xerófila e de pequeno porte, característica do bioma da Caatinga, que perde suas folhas na estação seca.
Campo Grande possui 84,46% de seu território na bacia hidrográfica do Rio Apodi-Mossoró e os 15,54% restantes na bacia do Rio Piranhas-Açu, sendo cortado pelos rios Adquinhão, do Carmo e Upanema mais os riachos Croás, da Cachoeirinha e  Vaca Morta, sendo todos temporários ou intermitentes, ou seja, fluem somente na estação chuvosa. Dentre os reservatórios, destaca-se Açude Morcego, com capacidade para 6 708 331 m³. O clima, por sua vez, é semiárido, com chuvas concentradas no primeiro semestre. Desde que teve início o monitoramento pluviométrico no município, em 1926, o maior acumulado de chuva em 24 horas foi registrado no dia 20 de abril de 2013, chegando a 232,5 mm.
| Dados climatológicos para Campo Grande (1926-2020)                      | Dados climatológicos para Campo Grande (1926-2020) | Dados climatológicos para Campo Grande (1926-2020) | Dados climatológicos para Campo Grande (1926-2020) | Dados climatológicos para Campo Grande (1926-2020) | Dados climatológicos para Campo Grande (1926-2020) | Dados climatológicos para Campo Grande (1926-2020) | Dados climatológicos para Campo Grande (1926-2020) | Dados climatológicos para Campo Grande (1926-2020) | Dados climatológicos para Campo Grande (1926-2020) | Dados climatológicos para Campo Grande (1926-2020) | Dados climatológicos para Campo Grande (1926-2020) | Dados climatológicos para Campo Grande (1926-2020) | Dados climatológicos para Campo Grande (1926-2020) |
| Mês                                                                     | Jan                                                | Fev                                                | Mar                                                | Abr                                                | Mai                                                | Jun                                                | Jul                                                | Ago                                                | Set                                                | Out                                                | Nov                                                | Dez                                                | Ano                                                |
| ----------------------------------------------------------------------- | -------------------------------------------------- | -------------------------------------------------- | -------------------------------------------------- | -------------------------------------------------- | -------------------------------------------------- | -------------------------------------------------- | -------------------------------------------------- | -------------------------------------------------- | -------------------------------------------------- | -------------------------------------------------- | -------------------------------------------------- | -------------------------------------------------- | -------------------------------------------------- |
| Precipitação (mm)                                                       | 69                                                 | 106,3                                              | 198                                                | 190,4                                              | 104,1                                              | 40,6                                               | 21                                                 | 6,9                                                | 3,3                                                | 3,6                                                | 4,5                                                | 12,4                                               | 760,1                                              |
| Fonte: Empresa de Pesquisa Agropecuária do Rio Grande do Norte (EMPARN) |                                                    |                                                    |                                                    |                                                    |                                                    |                                                    |                                                    |                                                    |                                                    |                                                    |                                                    |                                                    |                                                    |